# تشارلز كيلوغ (سياسي)
تشارلز كيلوغ هو محامي وقاضي وسياسي أمريكي، ولد في 3 أكتوبر 1773، وتوفي في 11 مايو 1842. نشط حزبياً في الحزب الديمقراطي. وقد انتخب عضو جمعية ولاية نيويورك ‏ وانتخب عضو مجلس النواب الأمريكي ‏.